# نیتندورف
نیتندورف (به آلمانی: Nittendorf) یک شهر در آلمان است که در بایرن واقع شده‌است.

## خصوصیات
نیتندورف ۳۲٫۹۰ کیلومترمربع مساحت دارد ۳۴۲–۵۱۸ متر بالاتر از سطح دریا واقع شده‌است.